# Красный (Свердловская область)
Красный — посёлок в городском округе Верхняя Пышма Свердловской области. Управляется Красненским сельским советом. Площадь поселка 35,650 кв.км.

## История
Ведёт свою историю с 1920-х годов, тогда начали перебрасывать со станции Исеть спецпереселенцев из Украины и Центральной России сюда, на заготовку леса и торфа (здесь были сосновый лес и болота) для строительства Уралмашзавода и жилого городка его строителей. Первое название 403-й квартал.
В 1933 году была построена железнодорожная ветка, и организованная здесь станция получила название Красное.
Приобрёл статус рабочего посёлка 27 апреля 1943 года.
Появление на территории населённого пункта филиала Уральского завода тяжёлого машиностроения послужило мощным толчком к развитию поселка. С началом реформ на смену крупному объекту промышленности пришли малые предприятия.
В декабре 2020 года внесён законопроект о преобразовании посёлка. Областным законом № 154-ОЗ от 23 декабря 2020 года к посёлку присоединён посёлок Глубокий Лог.

## География
Населённый пункт расположен в 11 километрах на северо-восток от административного центра округа — города Верхняя Пышма.

### Часовой пояс
Красный как и вся Свердловская область, находится в часовой зоне МСК+2. Смещение применяемого времени относительно UTC составляет +5:00.

## Население
| 2002 | 2010  |
| ---- | ----- |
| 1461 | ↗1720 |

## Инфраструктура
Посёлок разделён на 32 улицы, шесть переулков и территорию военного лесничества.